# رافائيل هارباز
رافائيل هرباز (بالعبرية: רפאל הרפז، من مواليد 8 يناير 1962) هو دبلوماسي إسرائيلي في وزارة الخارجية الإسرائيلية، يشغل منصب سفير إسرائيل لدى كوريا الجنوبية منذ سبتمبر 2024.
من عام 2021 إلى عام 2024، شغل هارباز منصب عضو في إدارة وزارة الخارجية في منصب نائب المدير العام لشؤون آسيا والمحيط الهادئ في وزارة الخارجية الإسرائيلية.
شغل هارباز منصب سفير إسرائيل لدى الفلبين وسفير إسرائيل لدى أذربيجان.

## السيرة
وُلِد هارباز ونشأ في حي بيت هاكيريم في القدس المحتلة. كانت والدته، راشيل هارباز (ني أفشار)، مُعلمة بيانو ورسامة وكاتبة وشاعرة. كان والده نيسان هارباز سكرتير الهستدروت في القدس، وعضوًا في مجلس المدينة، وحاصل على جائزة المواطن الفخري للقدس.
خدم في الجيش الإسرائيلي من عام 1980 إلى عام 1983، وبعد تسريحه من الجيش الإسرائيلي (1983) والتحاقه بدورة تدريب الضباط في وزارة الخارجية (1989)، شغل هارباز عددًا من المناصب، منها مدرب في معهد المدربين الأجانب في كريات موريا بالقدس، ضمن إطار المنظمة الصهيونية العالمية، وفي البرنامج السنوي لحركة "يهوذا الشابة" من الولايات المتحدة. كما شارك في مهمتين لتقديم خدمات تعليمية في معسكرات صيفية يهودية في تورونتو، كندا، وهارتفورد في كونيتيكت، الولايات المتحدة.
في عام 1987، شغل منصب مساعد رئيس الجمعية الوطنية للتجارة في القدس. تخرج من قسم العلاقات الدولية في الجامعة العبرية (1987). من عام 1987 إلى عام 1989، شارك هارباز في دورة تدريبية في الإدارة في بنك هبوعليم. درس في الدورة الأكاديمية لمؤسسة روتشيلد في الجامعة العبرية (1991) في فصل دراسي خاص لطلاب وزارة الخارجية.
وفي عام 2004، شارك في دورة دراسية عليا في مركز الدراسات الآسيوية والشرق الأدنى التابع لجامعة الأمن القومي في واشنطن العاصمة، الولايات المتحدة.
وفي عام 2017، أكمل درجة الماجستير مع مرتبة الشرف في جامعة تل أبيب، في قسم العلوم السياسية، في البرنامج التنفيذي في الدبلوماسية والدراسات الأمنية.